# Университет „Джонс Хопкинс“
„Джонс Хопкинс“ (на английски: The Johns Hopkins University, съкратено JHU, наричан също Johns Hopkins, както и накратко Hopkins) е изследователски частен университет, намиращ се в гр. Балтимор, щата Мериленд, САЩ.
Има филиали в щата Мериленд, столицата Вашингтон, както и в Италия, Китай и Сингапур.
Носи името на американския бизнесмен и филантроп Джонс Хопкинс.

## Галерия
- Надпис на входа на кампуса „Хомууд“
- Паметник на Джонс Хопкинс
- Паметник на Джонс Хопкинс, детайл
- Паметник на Джонс Хопкинс, детайл II
- „Мъд хол“, 2008 г.
- „Хомууд Мюзиъм“
- Болница „Джонс Хопкинс“
- „Джонс Хопкинс клъб“
- „Мърджънталър хол“
- Двор „Уайман“
- Двор „Уайман“
- Римокатолическа църква „Филип и Джеймс“
- Училище по международни отношения „Пол Нитце“
- Библиотека „Джордж Пийбоди“
- Библиотека „Джордж Пийбоди“
- Институт „Пийбоди“, вътрешна стълба
- Театър „Коен-Дейвидсън“ към института „Пийбоди“
- „Гилман хол“

## Кампуси
| Основни кампуси и подразделения                  | Основни кампуси и подразделения | Основни кампуси и подразделения          | Основни кампуси и подразделения                      | Основни кампуси и подразделения                      | Основни кампуси и подразделения                      | Основни кампуси и подразделения | Основни кампуси и подразделения | Основни кампуси и подразделения                    | Основни кампуси и подразделения     |                      |
| ------------------------------------------------ | ------------------------------- | ---------------------------------------- | ---------------------------------------------------- | ---------------------------------------------------- | ---------------------------------------------------- | ------------------------------- | ------------------------------- | -------------------------------------------------- | ----------------------------------- | -------------------- |
| Хомууд                                           | Хомууд                          | Хомууд                                   | Източен Балтимор (Кампус на медицинските институции) | Източен Балтимор (Кампус на медицинските институции) | Източен Балтимор (Кампус на медицинските институции) | Балтимор център                 | Балтимор център                 | Вашингтон                                          | Лауръл, окръг Хауърд                | Лауръл, окръг Хауърд |
| Училище за изкуства и науки „Занвил Кригер“ 1876 | Педагогическо училище 1909      | Училище по инженерни науки „Уитинг“ 1913 | Училище за медицински сестри 1889                    | Училище по медицина 1893                             | Училище по обществено здраве „Блумбърг“ 1916         | Институт „Пийбоди“ 1857         | Училище по близнес „Кери“ 2007  | Училище по международни отношения „Пол Нитце“ 1943 | Лаборатория по приложна физика 1942 |                      |

## Личности
Преподаватели
- Марсел Детиен (1935 – 2019), класически филолог
- Рикардо Джакони (1931 – 2018), астрофизик, носител на Нобелова награда по физика за 2002 г.
- Хю Кенър (1923 – 2003), литературен историк и критик
- Уолтър Бен Майкълс (р. 1948), литературен теоретик и историк
- Даниел Нейтънс (1928 – 1999), микробиолог, носител на Нобеловата награда за физиология или медицина за 1978 г.
- Адам Рийс (р. 1969), физик
- Жан Старобински (1930 – 2019), историк на идеите
- Франсис Фукуяма (р. 1952), социолог, политолог, политикономист

Възпитаници
- Джон Барт (р. 1930), писател
- Майкъл Блумбърг (р. 1942), 108-и кмет на Ню Йорк Сити
- Джон Уилър (1911 – 2008), физик
- Айрис Чан (1968 – 2004), писателка